# Zaramagoso
Zaramagoso (Oficialmente Saramagoso) es una aldea española situada en la parroquia de Fruíme en el municipio de Lousame (provincia de La Coruña, Galicia).
En 2021 tenía una población de 31 habitantes (13 hombres y 18 mujeres). Es la localidad situada más al sur del municipio, muy cerca del límite con Rianjo, a 287 metros sobre el nivel del mar y a 14,1 Km de la cabecera municipal. Las localidades más cercanas son Ardeleiros, Millón y Pastoriza.